# Klaus Altmeyer
Klaus Altmeyer (* 27. April 1926 in Lebach; † 18. August 2020 in Losheim am See) war ein deutscher Journalist und Publizist.

## Leben
Er war der Sohn des Kaufmanns Leo Altmeyer. Seine schulische Ausbildung  wurde durch den Kriegsdienst 1944–1945 unterbrochen. Dieser führte ihn unter anderem nach Stralsund und Schwerin. Von Oktober 1946 bis Januar 1947 folgte dann die Tätigkeit als Dolmetscher und Sekretär der UNRRA, Team 15. Es folgte ein breit gefächertes Universitätsstudium an verschiedenen Universitäten in Deutschland und Frankreich, so etwa Rechts- und Staatswissenschaften sowie Völkerrecht in Paris und Bonn.
Ab 1952 engagierte sich Altmeyer in der Opposition im Saarland, die sich letztlich erfolgreich für die Wiederangliederung an Deutschland einsetzte, was später zur Tätigkeit bei der CDU Saar führte. Dort war er von 1955 bis 1956 Stellvertreter des Generalsekretärs und Sekretär der Landtagsfraktion. Es folgte das Amt des Sprechers der Landesregierung von 1957 bis 1961.
Von 1961 bis 1991 war Altmeyer als Leiter der Pressestelle beim Saarländischen Rundfunk angestellt. Unter den weiteren Ämtern, die er dort übernahm, waren unter anderem: SR-Beauftragter für die Internationale Funkausstellung und Mitglied der Historischen Kommission der ARD.

## Ehrungen und Auszeichnungen
- 1976: Saarländischer Verdienstorden[2]
- Ritterkreuz im Verdienstorden der Französischen Republik
- Offizierskreuz im Luxemburgischen Verdienstorden